# 立志館ゼミナール
立志館ゼミナール（りっしかんゼミナール）は「株式会社大阪教育研究所」が経営する塾である。 
1980年に堺市高倉台（現堺市南区高倉台）に泉北校を開校。当初は高校受験のみを対象にしていたが現在は中学受験や大学受験、個別指導も手がけている。主に大阪府中・南部に教室を展開している。高校受験を目指す小・中学部が31校、中学受験専門の中学入試部が2校、大学受験専門の高校部が2校、個別指導部門は、10校あり、そのすべてが大阪府下にある。

## 運営企業所在地
- 大阪府堺市南区高倉台2丁6番1号